# Nephodia decisa
Nephodia decisa är en fjärilsart som beskrevs av Paul Dognin 1907. Nephodia decisa ingår i släktet Nephodia och familjen mätare. Inga underarter finns listade i Catalogue of Life.